# Team SD Worx-Protime
Il Team SD Worx è una squadra femminile olandese di ciclismo su strada con licenza di UCI Women's WorldTeam.
Attiva tra le Elite dal 2011, la squadra si è affermata come una delle più forti del decennio, vincendo il titolo mondiale della cronometro a squadre nel 2016 a Doha, dal 2016 al 2019, nel 2021 e nel 2022 la classifica a squadre World Tour, e dal 2014 al 2017 la classifica individuale di Coppa del mondo/World Tour con Elizabeth Armitstead (due volte), Megan Guarnier e Anna van der Breggen.

## Storia
Nata nel 2010 come formazione regionale olandese con il nome di Dolmans Landscaping Team, la squadra debuttato nella massima categoria come squadra UCI nel 2011. Nel 2013, con l'innesto del nuovo sponsor Boels Rentals, arriva in rosa Elizabeth Armitstead, seguita l'anno dopo da Ellen van Dijk, Megan Guarnier ed Evelyn Stevens, e dal nuovo sponsor Specialized.
Grazie ai nuovi innesti, dal 2014 al 2020 la Boels-Dolmans raggiunge i primi posti delle classifiche mondiali. Armitstead vince la Coppa del mondo nel 2014 e nel 2015; Guarnier e Anna van der Breggen si aggiudicano invece la classifica del nuovo Women's World Tour rispettivamente nel 2016 e nel 2017, portando il team al numero 1 della graduatoria World Tour nel 2016, 2017, 2018 e 2019. Sempre nel 2016 il team vince a Doha il titolo mondiale della cronometro a squadre; nel 2016 Guarnier e nel 2017 e 2020 Van der Breggen conquistano anche il Giro d'Italia in maglia Boels. Durante il periodo di militanza in Boels, infine, Elizabeth Armitstead, Amalie Dideriksen, Chantal Blaak e Anna van der Breggen, pur vestendo la maglia delle rispettive nazionali, si laureano campionesse del mondo in linea, rispettivamente nel 2015, 2016, 2017, 2018 e 2020 (le ultime due Van der Breggen).
Nel 2021, a seguito della riduzione di finanziamenti da parte degli sponsor Boels Rental e Dolmans Landscaping, la squadra ha assunto la denominazione di Team SD Worx e assunto licenza di UCI WorldTeam, diventando così la nona formazione nel massimo livello ciclistico femminile. In stagione arrivano i successi al Giro d'Italia e alla Freccia Vallone con Van der Breggen, alla Strade Bianche e allo Holland Tour con Van den Broek-Blaak, e alla Liegi-Bastogne-Liegi, alla Course e al Women's Tour con Demi Vollering; a fine anno la squadra è la n. 1 sia del Ranking mondiale che della classifica World Tour.

## Cronistoria

### Annuario
| Anno | Codice | Nome                       | Cat. | Biciclette  | Dirigenza                                                                         |
| ---- | ------ | -------------------------- | ---- | ----------- | --------------------------------------------------------------------------------- |
| 2011 | DLT    | Dolmans Landscaping Team   | WT   | Koga        | Dir. sportivi: Bart Faes, Thijs Rondhuis                                          |
| 2012 | DLT    | Dolmans-Boels Cyclingteam  | WT   | Koga        | Manager: Danielle Bekkering Dir. sportivi: Bart Faes, Thijs Rondhuis              |
| 2013 | DLT    | Boels-Dolmans Cycling Team | WT   | Isaac Cycle | Manager: Steven Rooks Dir. sportivi: Danny Stam, Bram Sevens                      |
| 2014 | DLT    | Boels-Dolmans Cycling Team | WT   | Specialized | Manager: Marten de Lange Dir. sportivi: Danny Stam, Bram Sevens, Robert Slippens  |
| 2015 | DLT    | Boels-Dolmans Cycling Team | WT   | Specialized | Manager: Marten de Lange Dir. sportivi: Danny Stam, Bram Sevens                   |
| 2016 | DLT    | Boels-Dolmans Cycling Team | WT   | Specialized | Manager: Marten de Lange Dir. sportivi: Danny Stam, Bram Sevens                   |
| 2017 | DLT    | Boels-Dolmans Cycling Team | WT   | Specialized | Manager: Marten de Lange Dir. sportivi: Danny Stam, Bram Sevens                   |
| 2018 | DLT    | Boels-Dolmans Cycling Team | WT   | Specialized | Manager: Roel Janssen Dir. sportivi: Danny Stam, Bram Sevens                      |
| 2019 | DLT    | Boels-Dolmans Cycling Team | WT   | Specialized | Manager: Roel Janssen Dir. sportivi: Danny Stam, Richard Groenendaal, Bram Sevens |
| 2020 | DLT    | Boels-Dolmans Cycling Team | CWT  | Specialized | Manager: Roel Janssen Dir. sportivi: Danny Stam, John Seehafer, Bram Sevens       |
| 2021 | SDW    | Team SD Worx               | WTW  | Specialized | Manager: Erwin Janssen Dir. sportivi: Danny Stam, Bram Sevens                     |
| 2022 | SDW    | Team SD Worx               | WTW  | Specialized | Manager: Erwin Janssen Dir. sportivi: Danny Stam, Lars Boom, Anna van der Breggen |
| 2023 | SDW    | Team SD Worx               | WTW  | Specialized | Manager: Erwin Janssen Dir. sportivi: Danny Stam, Lars Boom, Anna van der Breggen |

### Classifiche UCI
Aggiornato al 31 dicembre 2022.
| Anno | Classifica | Pos. | Migliore cl. individuale   |
| ---- | ---------- | ---- | -------------------------- |
| 2011 | World Cal. | 13º  | Martine Bras (16ª)         |
| 2011 | World Cup  | 8º   | Martine Bras (9ª)          |
| 2012 | World Cal. | 19º  | Martine Bras (90ª)         |
| 2012 | World Cup  | 9º   | Martine Bras (36ª)         |
| 2013 | World Cal. | 11º  | Elizabeth Armitstead (17ª) |
| 2013 | World Cup  | 8º   | Elizabeth Armitstead (14ª) |
| 2014 | World Cal. | 3º   | Elizabeth Armitstead (3ª)  |
| 2014 | World Cup  | 2º   | Elizabeth Armitstead (1ª)  |
| 2015 | World Cal. | 2º   | Elizabeth Armitstead (2ª)  |
| 2015 | World Cup  | 3º   | Elizabeth Armitstead (1ª)  |
| 2016 | World Cal. | 1º   | Megan Guarnier (1ª)        |
| 2016 | World Tour | 1º   | Megan Guarnier (1ª)        |
| 2017 | World Cal. | 1º   | Anna van der Breggen (2ª)  |
| 2017 | World Tour | 1º   | Anna van der Breggen (1ª)  |
| 2018 | World Cal. | 1º   | Anna van der Breggen (2ª)  |
| 2018 | World Tour | 1º   | Anna van der Breggen (3ª)  |
| 2019 | World Cal. | 1º   | Anna van der Breggen (5ª)  |
| 2019 | World Tour | 1º   | Anna van der Breggen (5ª)  |
| 2020 | World Cal. | 2º   | Anna van der Breggen (1ª)  |
| 2020 | World Tour | 2º   | Anna van der Breggen (4ª)  |
| 2021 | World Cal. | 1º   | Demi Vollering (4ª)        |
| 2021 | World Tour | 1º   | Demi Vollering (2ª)        |
| 2022 | World Cal. | 1º   | Lotte Kopecky (4ª)         |
| 2022 | World Tour | 1º   | Demi Vollering (3ª)        |

## Palmarès
Aggiornato al 31 dicembre 2022.

### Grandi Giri
- Giro d'Italia

Partecipazioni: 10 (2013, 2014, 2015, 2016, 2017, 2018, 2019, 2020, 2021, 2022)
Vittorie di tappa: 10
2015: 1 (Megan Guarnier)
2016: 3 (3 Evelyn Stevens)
2017: 2 (cronosquadre, Megan Guarnier)
2019: 1 (Anna van der Breggen)
2021: 3 (2 Anna van der Breggen, Ashleigh Moolman-Pasio)
Vittorie finali: 4
2016: Megan Guarnier
2017: Anna van der Breggen
2020: Anna van der Breggen
2021: Anna van der Breggen
Altre classifiche: 6
2015: Punti (Megan Guarnier)
2016: Punti (Megan Guarnier)
2017: Squadre
2021: Punti (Anna van der Breggen), Giovani (Niamh Fisher-Black), Squadre
2022: Giovani (Niamh Fisher-Black)
- Tour de France

Partecipazioni: 1 (2022)
Vittorie di tappa: 1
2022: 1 (Marlen Reusser)
Vittorie finali: 0
Altre classifiche: 1
2022: Scalatrici (Demi Vollering)

### Campionati mondiali
- Cronometro a squadre: 1

Doha 2016 (Armitstead, Blaak, Canuel, van Dijk, Majerus, Stevens)

### Campionati nazionali
- Campionati azeri: 2

In linea: 2012 (Elena Tchalykh)
Cronometro: 2012 (Elena Tchalykh)
- Campionati belgi: 1

Cronometro: 2022 (Lotte Kopecky)
- Campionati britannici: 3

In linea: 2013, 2015, 2017 (Elizabeth Deignan)
- Campionati canadesi: 2

In linea: 2019 (Karol-Ann Canuel)
Cronometro: 2017 (Karol-Ann Canuel)
- Campionati cechi: 1

Cronometro: 2021 (Nikola Nosková)
- Campionati danesi: 4

In linea: 2015, 2018, 2019 (Amalie Dideriksen)
Cronometro: 2020 (Amalie Dideriksen)
- Campionati lussemburghesi: 18

In linea: 2014, 2015, 2016, 2017, 2018, 2019, 2020, 2021, 2022 (Christine Majerus)
Cronometro: 2014, 2015, 2016, 2017, 2018, 2019, 2020, 2021, 2022 (Christine Majerus)
- Campionati olandesi: 5

In linea: 2017, 2018 (Chantal Blaak); 2020 (Anna van der Breggen); 2021 (Amy Pieters)
Cronometro: 2021 (Anna van der Breggen)
- Campionati polacchi: 1

Cronometro: 2017 (Katarzyna Pawłowska)
- Campionati statunitensi: 2

In linea: 2015, 2016 (Megan Guarnier)
- Campionati ungheresi: 4

In linea: 2021, 2022 (Kata Blanka Vas)
Cronometro: 2021, 2022 (Kata Blanka Vas)

## Organico 2023
Aggiornato al 18 giugno 2023.

### Staff tecnico
|  | Naz.                   | Ruolo | Sportivo             |  |  |  |
|  | ---------------------- | ----- | -------------------- |  |  |  |
|  | Paesi Bassi (bandiera) | GM    | Erwin Janssen        |  |  |  |
|  | Paesi Bassi (bandiera) | DS    | Danny Stam           |  |  |  |
|  | Paesi Bassi (bandiera) | DS    | Lars Boom            |  |  |  |
|  | Paesi Bassi (bandiera) | DS    | Anna van der Breggen |  |  |  |

### Rosa
|  | Naz.                     |  | Sportivo                    | Anno |  |  |
|  | ------------------------ |  | --------------------------- | ---- |  |  |
|  | Paesi Bassi (bandiera)   |  | Mischa Bredewold            | 2000 |  |  |
|  | Paesi Bassi (bandiera)   |  | Chantal van den Broek-Blaak | 1989 |  |  |
|  | Italia (bandiera)        |  | Elena Cecchini              | 1992 |  |  |
|  | Nuova Zelanda (bandiera) |  | Niamh Fisher-Black          | 2000 |  |  |
|  | Svizzera (bandiera)      |  | Sina Frei                   | 1997 |  |  |
|  | Italia (bandiera)        |  | Barbara Guarischi           | 1990 |  |  |
|  | Belgio (bandiera)        |  | Lotte Kopecky               | 1995 |  |  |
|  | Lussemburgo (bandiera)   |  | Christine Majerus           | 1987 |  |  |
|  | Paesi Bassi (bandiera)   |  | Femke Markus                | 1996 |  |  |
|  | Svizzera (bandiera)      |  | Marlen Reusser              | 1991 |  |  |
|  | Lussemburgo (bandiera)   |  | Marie Schreiber             | 2003 |  |  |
|  | Gran Bretagna (bandiera) |  | Anna Shackley               | 2001 |  |  |
|  | Paesi Bassi (bandiera)   |  | Lonneke Uneken              | 2000 |  |  |
|  | Ungheria (bandiera)      |  | Kata Blanka Vas             | 2001 |  |  |
|  | Paesi Bassi (bandiera)   |  | Demi Vollering              | 1996 |  |  |
|  | Paesi Bassi (bandiera)   |  | Lorena Wiebes               | 1999 |  |  |